# Ameryka Południowa
Ameryka Południowa – kontynent o powierzchni 17,8 miliona km² leżący na półkuli zachodniej oraz w większej części na półkuli południowej, a w mniejszej – na półkuli północnej. Niekiedy uważana jest również za subkontynent Ameryki.
Amerykę Południową oblewa od wschodu Ocean Atlantycki, a od zachodu Ocean Spokojny. Od północy, przez Przesmyk Panamski oraz Morze Karaibskie, kontynent graniczy z Ameryką Północną. Jego powierzchnię zajmuje 13 państw: Argentyna, Boliwia, Brazylia, Chile, Ekwador, Gujana, Kolumbia, Paragwaj, Peru, Surinam, Urugwaj, Wenezuela, Trynidad i Tobago oraz pięć terytoriów zależnych: Aruba, Bonaire, Curaçao należące do Holandii, Gujana Francuska należąca do Francji i brytyjskie Falklandy.
Powierzchnia Ameryki Południowej zajmuje 17 840 000 km² i w 2010 roku zamieszkiwało ją ponad 396 mln osób co stanowiło 5,79% ludności świata. Powierzchniowo, wśród kontynentów, Ameryka Południowa zajmuje czwarte miejsce (za Azją, Afryką oraz Ameryką Północną). Największym miastem jest mające prawie 20 mln mieszkańców São Paulo.

## Geografia

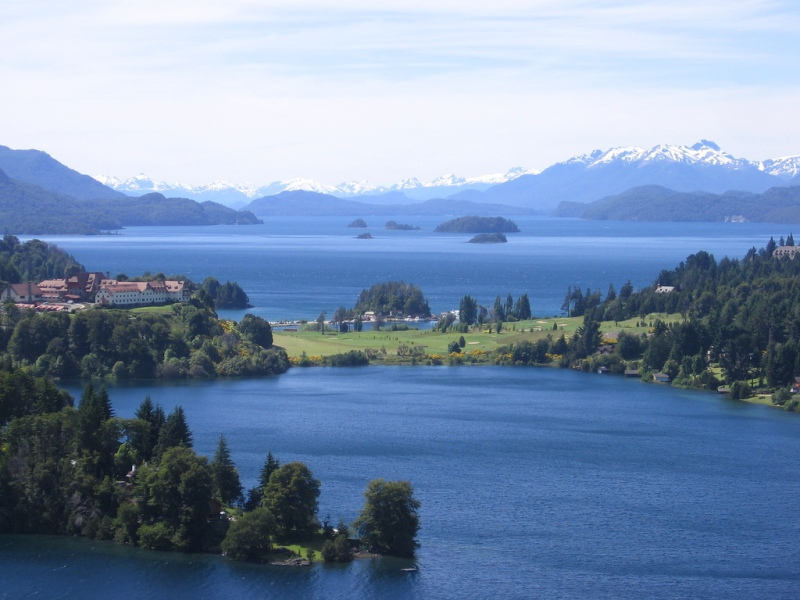
Patagonia (Argentyna)

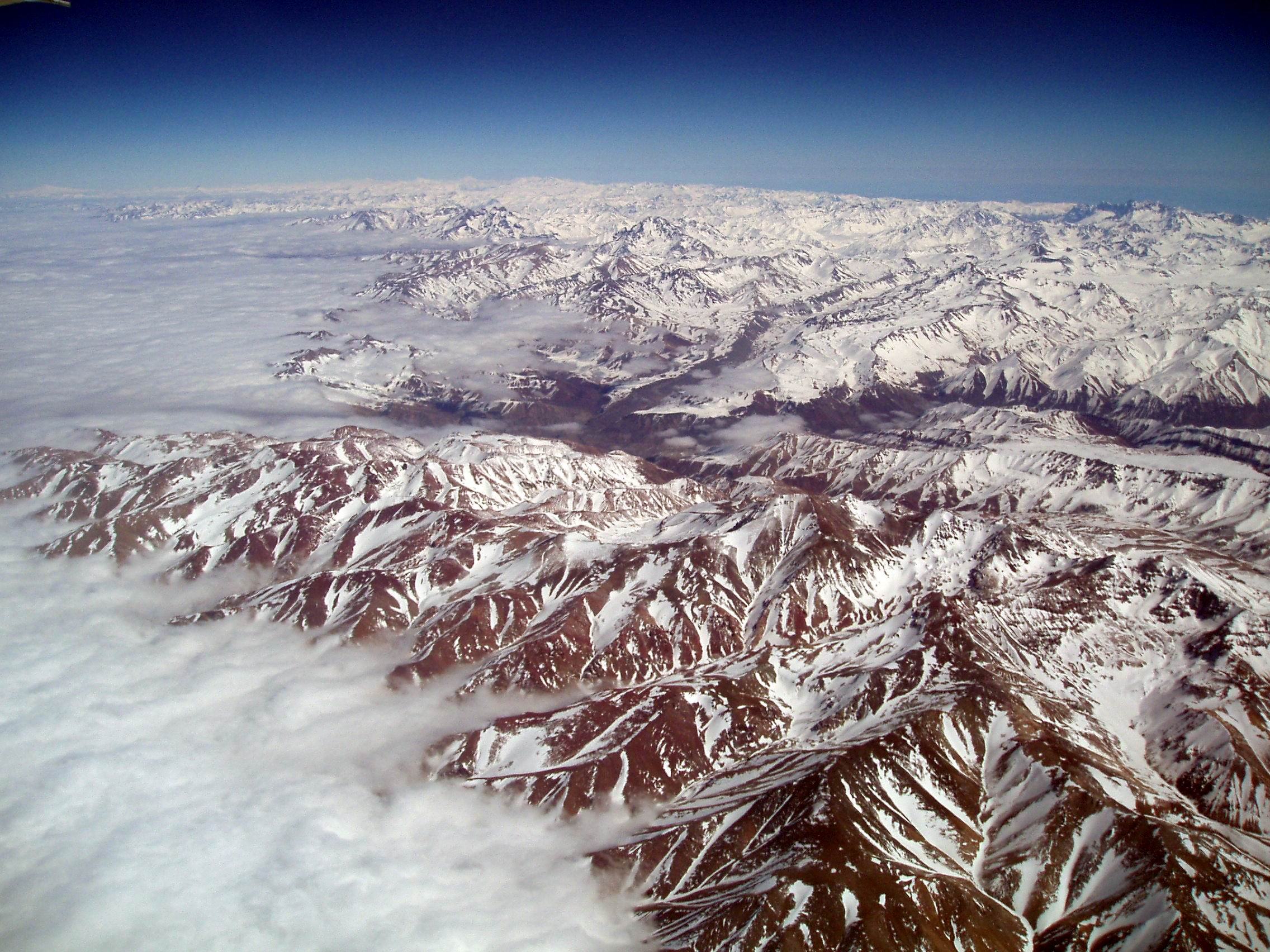
Andy są najdłuższym kontynentalnym łańcuchem górskim

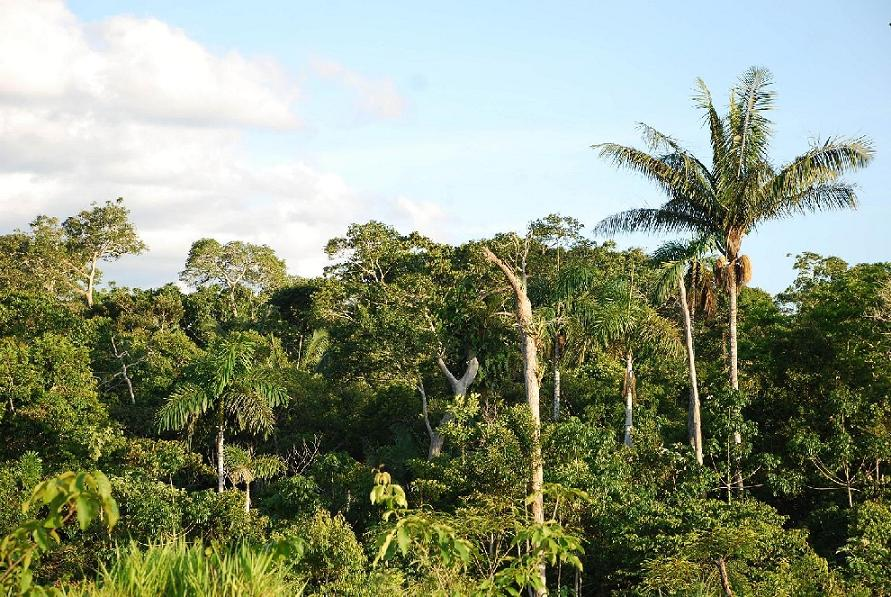
Dżungla Ameryki Południowej

Kontynent na północnym zachodzie jest ograniczony przez Przesmyk Darién wzdłuż granicy kolumbijsko-panamskiej lub, jak twierdzą niektóre źródła, przez Kanał Panamski, który przecina w poprzek Przesmyk Panamski. Geopolitycznie i geograficznie cała Panama – wraz ze wschodnią częścią Kanału Panamskiego – jest zazwyczaj wymieniana wśród krajów Ameryki Północnej i Ameryki Środkowej. Niemal cały kontynent znajduje się na płycie południowoamerykańskiej. Trójkątny kształt Ameryki Południowej sprawia, że ma ona najkrótszą linię brzegową spośród wszystkich kontynentów.
Zwyczajowo do Ameryki Południowej zalicza się również pobliskie wyspy. Aruba, Bonaire, Curaçao, Trynidad, Tobago oraz dependencje federalne Wenezueli znajdują się w północnej części szelfu kontynentalnego Ameryki Południowej i są uważane za część kontynentu. Geopolitycznie kraje wyspowe oraz terytoria zamorskie Karaibów są zaliczane do części subregionu Ameryki Północnej, ponieważ znajdują się w większej odległości od płyty karaibskiej, pomimo tego że San Andrés i Providencia politycznie stanowią część Kolumbii, a Wyspa Ptasia jest kontrolowana przez Wenezuelę. Inne wyspy, które są zaliczane do Ameryki Południowej, to Wyspy Galapagos, które należą do Ekwadoru, Wyspa Wielkanocna (znajdująca się w Oceanii), wyspa Robinson Crusoe oraz archipelag Chiloé, które należą do Chile, natomiast Ziemia Ognista jest podzielona pomiędzy Chile oraz Argentynę. Na Atlantyku Brazylia posiada Fernando de Noronha, Trindade i Martim Vaz oraz Wyspy Świętego Piotra i Pawła, a terytorium zamorskie Wielkiej Brytanii stanowią Falklandy.
W Ameryce Południowej znajduje się najwyższy wodospad świata – Salto del Angel w Wenezueli, rzeka o największym średnim przepływie (długość jest sprawą kontrowersyjną) – Amazonka (7,2 mln km²), najdłuższy łańcuch górski – Andy (najwyższy szczyt to Aconcagua – 6962 m n.p.m.), najsuchsze miejsce na Ziemi – Pustynia Atacama, największy las deszczowy – Amazonia, najwyżej położone jezioro wykorzystywane w celach handlowych – jezioro Titicaca, najwyższy wulkan – Ojos del Salado (6885 m n.p.m.) oraz najwyższy czynny wulkan – Llullaillaco, najwyżej położona stolica świata – La Paz (3600–4100 m n.p.m.), a także, nie biorąc pod uwagę stacji badawczej na Antarktyce, wysunięty najdalej na południe zamieszkały obszar – Puerto Toro w Chile.

### Ukształtowanie terenu
Ameryka Południowa ma trójkątny kształt oraz mało zróżnicowaną linię brzegową. Do największych półwyspów zalicza się: Brunswick i Taitao, natomiast największe wyspy to: Ziemia Ognista, Riesco oraz Santa Inés.
W Ameryce Południowej przeważają tereny nizinne, średnia wysokość kontynentu wynosi 655 m n.p.m. Wzdłuż zachodniego wybrzeża rozciągają się Andy, będące przedłużeniem Kordylierów z Ameryki Północnej. Najwyższym szczytem jest Aconcagua w Argentynie (6962 m n.p.m.), a najniżej położonym obszarem – Laguna del Carbon (105 m p.p.m.), również znajdująca się na terenie Argentyny.
Najrozleglejsze obszary wyżynne Ameryki Południowej to: Wyżyna Gujańska, Wyżyna Brazylijska, Wyżyna Patagońska, natomiast nizinne: Nizina Orinoko, Nizina Amazonki, Nizina La Platy.
Brazylia jest największym krajem kontynentu i zajmuje około połowy jego powierzchni i obejmuje połowę populacji. Pozostałe kraje i terytoria są podzielone pomiędzy trzy regiony: kraje andyjskie, guajańskie i stożek południowy.
Najdalej wysunięte punkty kontynentu na stałym lądzie:
- na północy – Przylądek Gallinas (12°25′N)
- na południu – Przylądek Froward (53°54′S)
- na zachodzie – Przylądek Pariñas (81°22′W)
- na wschodzie – Przylądek Branco (34°47′W)

### Flora i fauna
Ameryka Południowa, dzięki swojej niedostępności dla człowieka oraz dużej rozciągłości południkowej, jest jednym z najbardziej biologicznie zróżnicowanych kontynentów na Ziemi. Kontynent jest zamieszkiwany przez wiele interesujących i rzadkich zwierząt, takich jak lama, anakonda, pirania, jaguar, wigoń czy tapir. Również lasy Amazonii są niezwykle zróżnicowane biologicznie – można tam spotkać znaczną część gatunków występujących na Ziemi. Najczęściej spotykane rośliny użytkowe to: ziemniaki, tytoń, kakaowce oraz ananasy.

### Klimat
W Ameryce Południowej występują wszystkie strefy klimatyczne, począwszy od klimatu równikowego na północy kontynentu, poprzez zwrotnikowy, podzwrotnikowy, umiarkowany do subpolarnego na południu kontynentu. Pod względem opadów w Ameryce Południowej są tereny o obfitych opadach (Nizina Amazonki), ale również pustynne (w Andach). Na pustyni Atacama występuje najdłuższy okres bez opadów (300 lat) od 1670 do 1972. Również minimalne średnie opady są tam najmniejsze i wynoszą 0,8 mm. Maksymalne średnie opady notuje się w Lloro-Choco (Kolumbia) 12 717 mm.
Na zachodnich stokach Andów Patagońskich w Chile oraz na nizinie pacyficznej w Kolumbii i w środkowym biegu rzeki Magdaleny opady przekraczają nawet 7000 mm rocznie. Najbardziej suchymi obszarami są zachodnie stoki w środkowej części Andów (pustynia Atacama poniżej 20 mm). Na pustyni Atacama są miejsca, gdzie ostatni deszcz spadł 400 lat temu. W północnej części Chile, w mieście Arica roczne sumy opadów nie dochodzą do 1 mm, a w Iquique bywają okresy kilkunastoletnie, w których nie spada ani jedna kropla deszczu.
Najwyższą temperaturę powietrza na kontynencie odnotowano 11 grudnia 1905 r. w argentyńskim mieście Rivadavia i osiągnęła ona 48,9 °C, a najniższą 1 czerwca 1907 r. w Sarmiento, wynoszącą –32,8 °C.

### System wodny
Około 85% powierzchni Ameryki Południowej należy do zlewiska Oceanu Atlantyckiego. Największymi rzekami są: Amazonka, Parana, São Francisco, Orinoko. Wśród niewielkiej liczby jezior wymienić należy: Maracaibo, Patos, Titicaca.

### Zasoby naturalne
Do głównych zasobów Ameryki Południowej należą: złoto, srebro, miedź, rudy żelaza, cyna oraz ropa naftowa. Złoża tych zasobów przyczyniły się do wzrostu przychodów amerykańskich krajów zwłaszcza w czasach wojny lub podczas szybkiego wzrostu ekonomicznego innych państw industrialnych. Jednakże koncentracja gospodarki na eksporcie jednego zasobu często utrudniała rozwój zdywersyfikowanej gospodarki. Zmiany w cenie danego dobra na rynkach międzynarodowych warunkowały rozwój lub spowolnienie gospodarcze krajów amerykańskich, często powodując ich destabilizację polityczną. Inne zasoby mineralne to: cynk, ołów, cyna, mangan, wolfram, antymon, boksyty, uran, siarka oraz diament.

### Państwa Ameryki Południowej

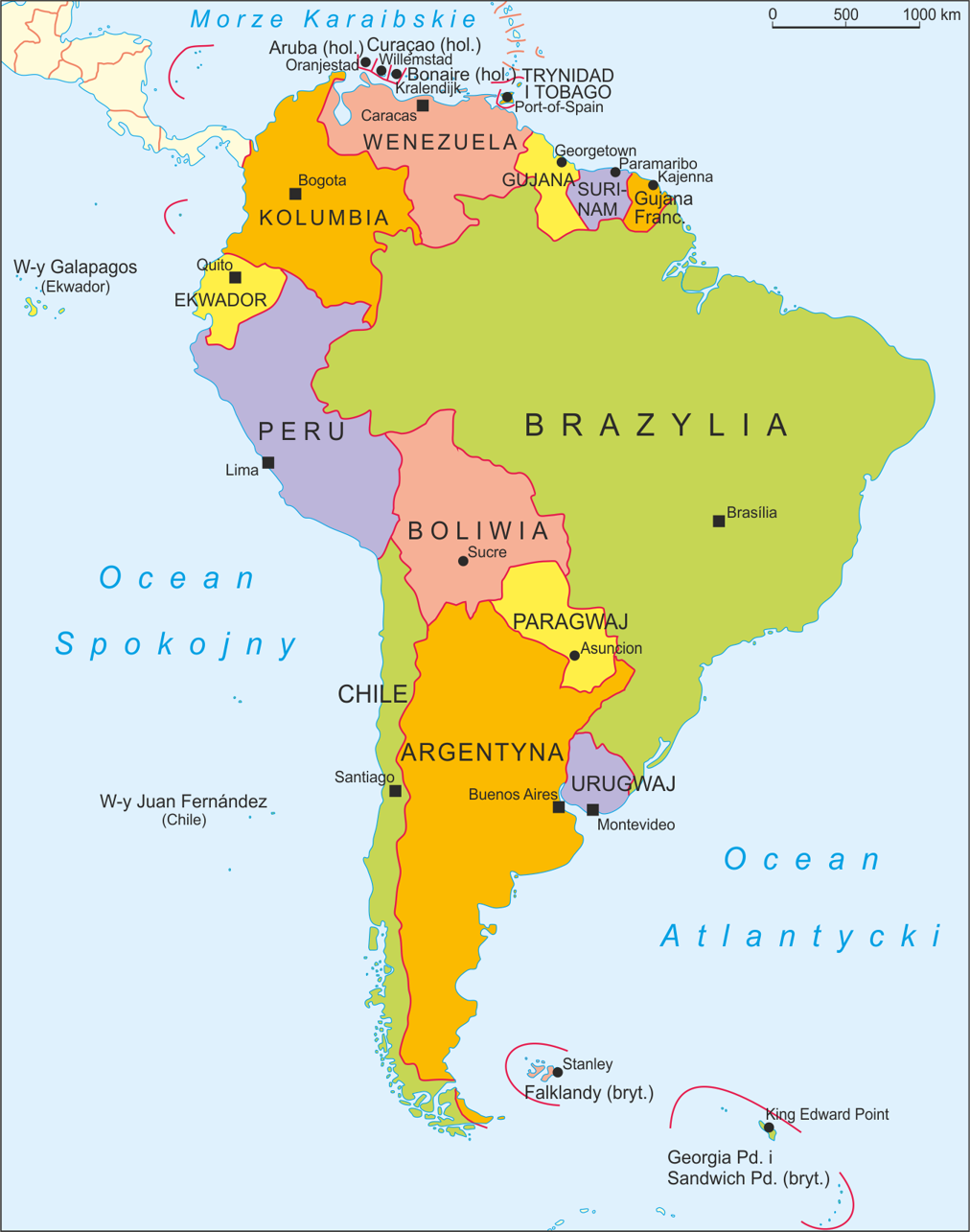
Mapa polityczna Ameryki Południowej

| Lp. | Flaga                    | Nazwa państwa     | Stolica       | Pełna nazwa państwa               | Język urzędowy             | Powierzchnia (w km²) | Liczba ludności | Gęstość zaludnienia (os./km²) | Waluta                   |
| --- | ------------------------ | ----------------- | ------------- | --------------------------------- | -------------------------- | -------------------- | --------------- | ----------------------------- | ------------------------ |
| 1   | flaga Argentyny          | Argentyna         | Buenos Aires  | Republika Argentyńska             | hiszpański                 | 2 780 400            | 41 913 584      | 15                            | peso argentyńskie        |
| 2   | flaga Boliwii            | Boliwia           | La Paz Sucre  | Wielonarodowe Państwo Boliwia     | hiszpański, keczua, ajmara | 1 098 580            | 10 775 246      | 8,4                           | boliviano                |
| 3   | flaga Brazylii           | Brazylia          | Brasilia      | Federacyjna Republika Brazylii    | portugalski                | 8 511 965            | 211 755 962     | 23,8                          | real brazylijski         |
| 4   | flaga Chile              | Chile             | Santiago      | Republika Chile                   | hiszpański                 | 756 950              | 16 601 707      | 22                            | peso chilijskie          |
| 5   | flaga Ekwadoru           | Ekwador           | Quito         | Republika Ekwadoru                | hiszpański                 | 283 560              | 14 573 101      | 49                            | dolar amerykański        |
| 6   | flaga Gujany             | Gujana            | Georgetown    | Kooperacyjna Republika Gujany     | angielski                  | 214 970              | 752 940         | 3,6                           | dolar gujański           |
| 7   | flaga Kolumbii           | Kolumbia          | Bogota        | Republika Kolumbii                | hiszpański                 | 1 138 910            | 43 677 372      | 39                            | peso kolumbijskie        |
| 8   | flaga Paragwaju          | Paragwaj          | Asuncion      | Republika Paragwaju               | hiszpański, guarani        | 406 750              | 6 995 655       | 16,4                          | guarani                  |
| 9   | flagas Peru              | Peru              | Lima          | Republika Peru                    | hiszpański, keczua         | 1 285 220            | 29 546 963      | 23                            | sol                      |
| 10  | flaga Surinamu           | Surinam           | Paramaribo    | Republika Surinamu                | niderlandzki               | 163 270              | 481 276         | 2,9                           | dolar surinamski         |
| 11  | flaga Trynidadu i Tobago | Trynidad i Tobago | Port-of-Spain | Trynidad i Tobago                 | angielski                  | 5128                 | 1 229 000       | 238                           | dolar Trynidadu i Tobago |
| 12  | flaga Urugwaju           | Urugwaj           | Montevideo    | Wschodnia Republika Urugwaju      | hiszpański                 | 176 220              | 3 494 382       | 20                            | peso urugwajskie         |
| 13  | flaga Wenezueli          | Wenezuela         | Caracas       | Boliwariańska Republika Wenezueli | hiszpański                 | 912 050              | 26 814 843      | 31                            | boliwar                  |

## Ludność
Amerykę Południową zamieszkuje ponad 418 mln mieszkańców (2022). Ludność Ameryki Południowej jest zróżnicowana rasowo; Brazylia, Peru i Kolumbia to państwa o dużych mieszankach ras. Ludność tubylcza należy do rasy żółtej (mongoloidalnej) i zamieszkuje obecnie głównie Andy Środkowe, Peru i Boliwię, gdzie stanowi około 40% ludności. Główne języki tubylcze to keczua (język Inków) – około 10 mln osób, ajmara – około 1,5 mln osób i guarani – około 1 mln osób. Kontynent jest bardzo nierównomiernie zaludniony. Najgęściej zaludniony jest Trynidad i Tobago (238 os./km²), a najrzadziej Surinam (3 os./km²). Największe skupiska ludności w Ameryce Południowej znajdują się na terenach aglomeracji: São Paulo (ok. 21 mln), Rio de Janeiro (12 mln), Lima (ok. 8 mln) i Bogota (ok. 7 mln).
Na kontynencie jest 12 niepodległych państw i jedno terytorium zależne – Gujana Francuska. W sąsiedztwie kontynentu leżą grupy wysp: (Falklandy, Galapagos, Antyle razem z Trynidadem i Tobago, Ziemia Ognista), z których tylko niektóre są niepodległe, a pozostałe stanowią terytoria zamorskie innych państw.
Struktura religijna w 2022 roku, według The Association of Religion Data Archives:
- katolicy – 66,2%,
- protestanci – 17,5%:
  - zielonoświątkowcy – 10,5%,
  - baptyści[20],
  - adwentyści dnia siódmego[21],
- pozostali i nieokreśleni chrześcijanie – 6,6%:
  - mormoni – 1%[22],
  - świadkowie Jehowy – <1%,
- brak religii – 6,4%,
- nowe religie – 1,3%,
- tradycyjne religie etniczne – 0,5%,
- muzułmanie – 0,3%,
- prawosławni – 0,2%,
- bahaici – 0,2%,
- buddyści – 0,1%,
- pozostali – 0,5%.

## Języki

Dominujące języki Ameryki Południowej

Hiszpański (193 243 411 osób posługujących się tym językiem) oraz portugalski (193 197 164 osób) są najbardziej rozpowszechnionymi językami w Ameryce Południowej. Hiszpański, wraz z innymi ojczystymi językami, jest językiem urzędowym w większości krajów. Portugalski natomiast jest językiem urzędowym w Brazylii, niderlandzki w Surinamie, angielski w Gujanie (w kraju tym jest używanych co najmniej 12 języków, m.in. hindi oraz arabski). Angielski obowiązuje na Falklandach, francuski jest językiem urzędowym Gujany Francuskiej i drugim językiem w Amapá, jednym z regionów Brazylii.
Do języków autochtonicznych Ameryki Południowej zalicza się język keczua w Ekwadorze, Peru, Chile, Argentynie i Boliwii, guarani w Paragwaju i, w znacznie mniejszym zakresie, Boliwii, ajmara w Boliwii, Peru oraz rzadziej Chile, a także mapudungun, którym posługują się osoby w niektórych strefach południowego Chile i Argentyny. Trzy języki autochtoniczne (keczua, ajmara i guarani) są uznawane, obok hiszpańskiego, jako języki urzędowe.
W Ameryce Południowej można się także spotkać z: językiem hindi i jawajskim w Surinamie, włoskim w Argentynie, Brazylii, Kolumbii, Chile, Wenezueli, Peru i Paragwaju. Niemiecki jest używany w wielu regionach południowych stanów Brazylii, zazwyczaj w formie dialektu Riograndenser Hunsrückisch. Język walijski pozostaje w użyciu w historycznych miastach, w Trelewie oraz w Rawson w Argentynie (Patagonia). Występują także niewielkie grupy używające języka japońskiego w Brazylii, Kolumbii, Wenezueli, Peru, Chile, Argentynie i Paragwaju. Językiem polskim posługuje się ok. 90 tys. mieszkańców polskiego pochodzenia z brazylijskich stanów Paraná, Santa Catarina i Rio Grande do Sul.

## Gospodarka

### Rolnictwo

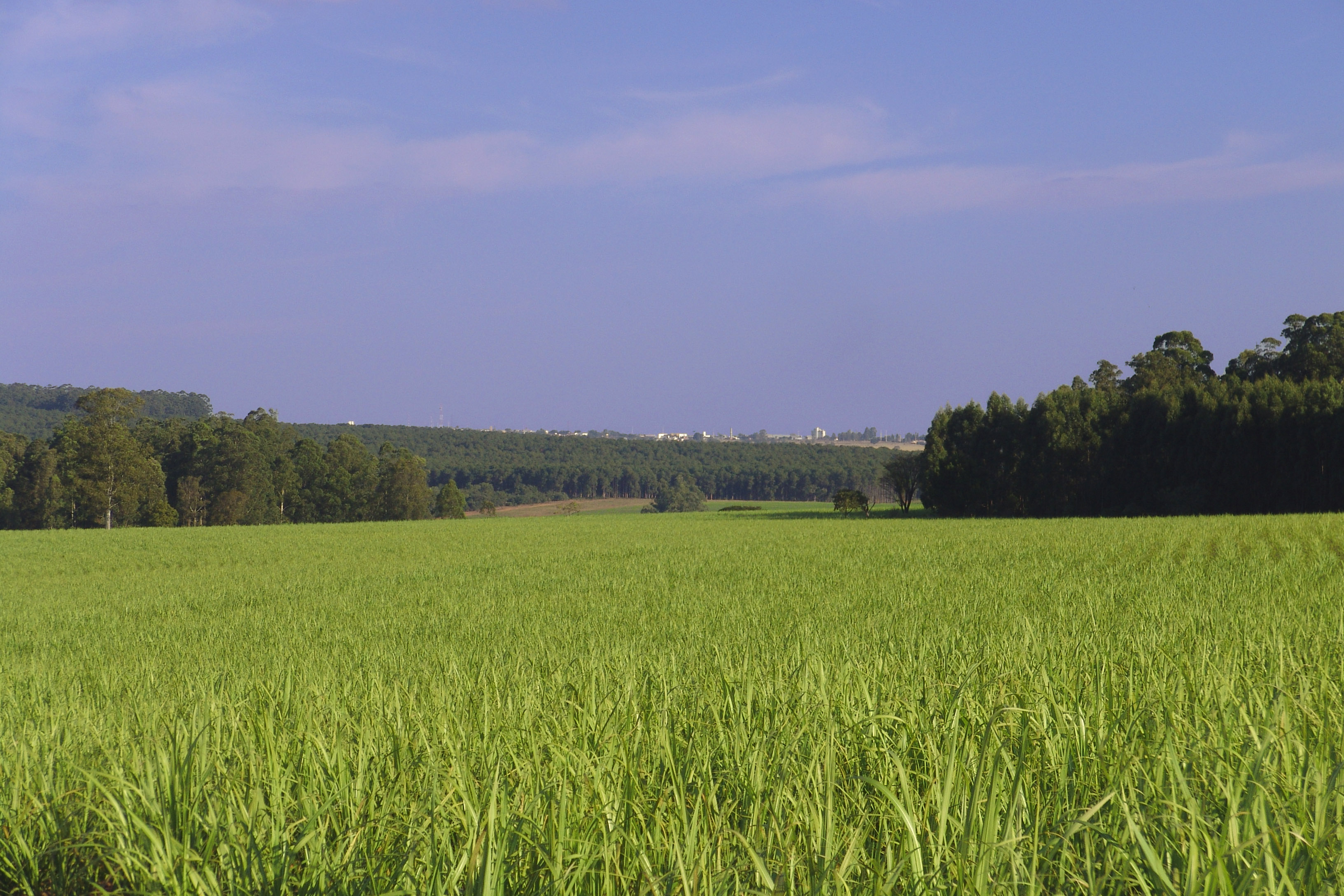
Plantacja trzciny cukrowej w San Paulo. W 2018 roku Brazylia była największym producentem na świecie, z 746 milionami ton. Ameryka Południowa produkuje połowę światowej produkcji trzciny cukrowej.

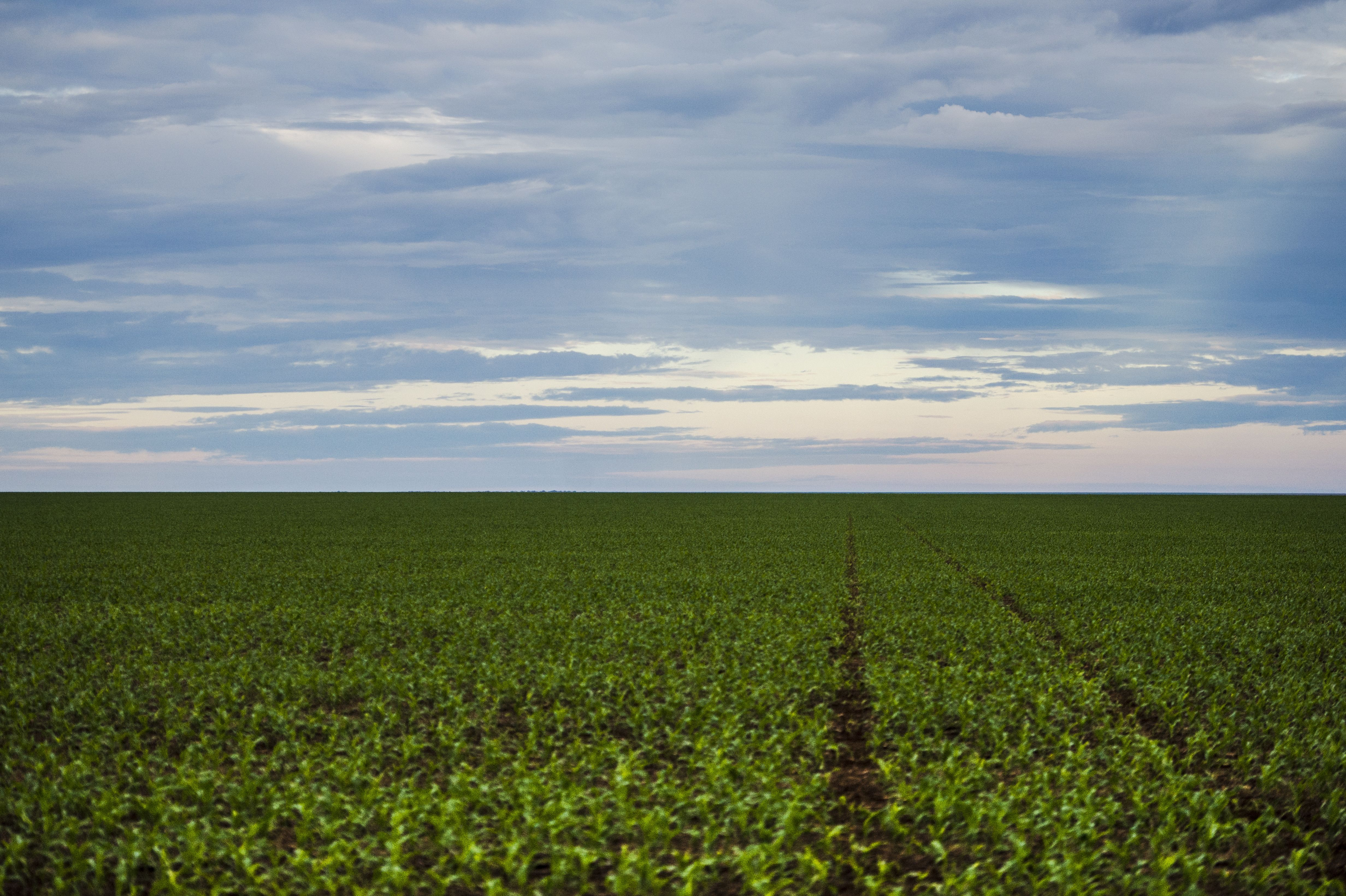
Plantacja soi w Mato Grosso. W 2020 roku Brazylia była największym producentem na świecie, ze 130 milionami ton. Ameryka Południowa produkuje połowę światowej produkcji soi.

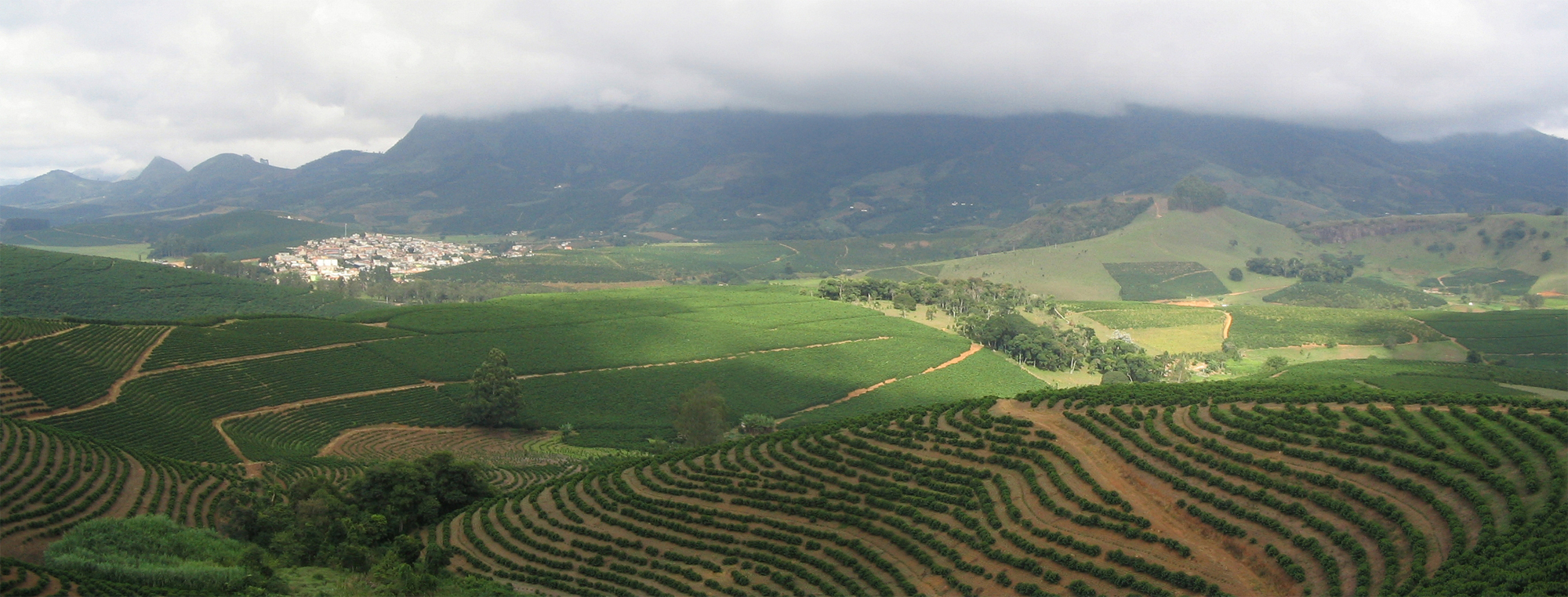
Kawa w Minas Gerais. W 2018 roku Brazylia była największym producentem na świecie, z 3,5 mln ton. Ameryka Południowa produkuje połowę światowej kawy.

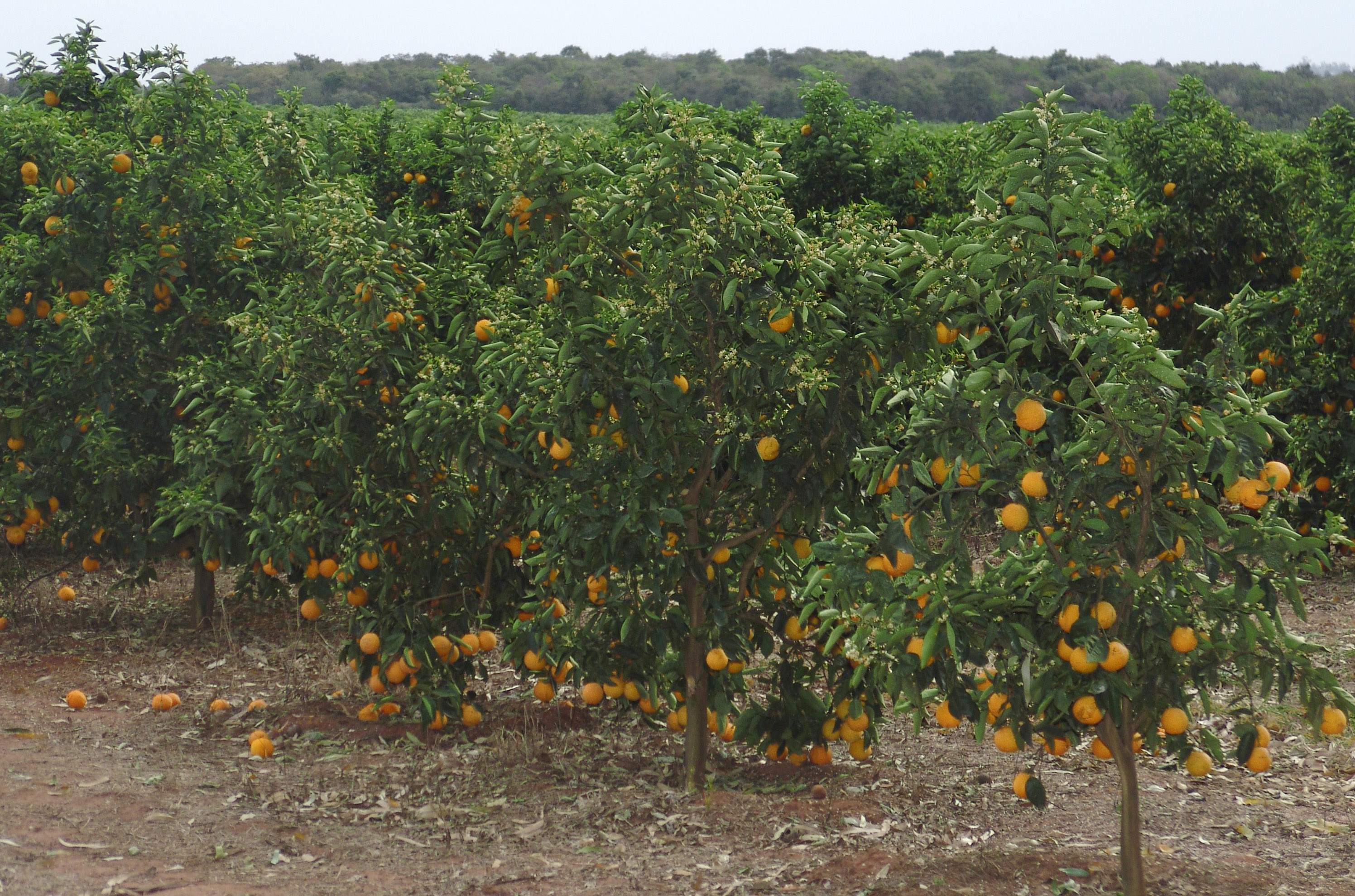
Pomarańcze w San Paulo. W 2018 roku Brazylia była największym producentem na świecie, z 17 milionami ton. Ameryka Południowa produkuje 25% światowej pomarańczy.

Cztery kraje o najsilniejszym rolnictwie to Brazylia, Argentyna, Chile i Kolumbia.
- Brazylia jest największym na świecie producentem trzciny cukrowej, soi, kawy, pomarańczy, guarany, açaí i orzecha brazylijskiego; jest jednym z 5 największych producentów kukurydzy, papai, tytoniu, ananasów, bananów, bawełny, fasoli, kokosu, arbuzów i cytryn; jest jednym z 10 największych światowych producentów kakao, nerkowca, avocado, mandarynek, persimmon, mango, gujawy, ryżu, sorgo i pomidorów; i jest jednym z 15 największych światowych producentów winogron, jabłek, melona, orzechów ziemnych, figi, brzoskwiń, cebuli, oleju palmowego i kauczuku naturalnego[25].
- Argentyna jest jednym z 5 największych na świecie producentów soi, kukurydzy, nasion słonecznika, cytryny i gruszki, jednym z 10 największych producentów na świecie jęczmieniu, winogron, karczochu, tytoniu i bawełny oraz jednym z 15 największych producentów na świecie pszenicy, trzciny cukrowej, sorgo i grejpfrutów;
- Chile jest jednym z 5 największych światowych producentów czereśni i żurawiny oraz jednym z 10 największych światowych producentów winogron, jabłek, kiwi, brzoskwiń, śliwki i orzechów laskowych, koncentrując się na eksporcie cennych owoców;
- Kolumbia jest jednym z 5 największych na świecie producentów kawy, awokado i oleju palmowego oraz jednym z 10 największych na świecie producentów trzciny cukrowej, bananów, ananasów i kakao;
- Peru jest jednym z 5 największych producentów awokado, borówek wysokich, karczochu i szparagów, jednym z 10 największych na świecie producentów kawy i kakao, jednym z 15 największych na świecie producentów ziemniaków i ananasów, a także znaczącym producentem winogron, trzciny cukrowej, ryżu, bananów, kukurydzy i manioku; jego rolnictwo jest znacznie zróżnicowane;
- Rolnictwo Paragwaju obecnie się rozwija, będąc obecnie szóstym co do wielkości producentem soi na świecie i wpisując się na listę 20 największych producentów kukurydzy i trzciny cukrowej[26].

### Hodowla zwierząt

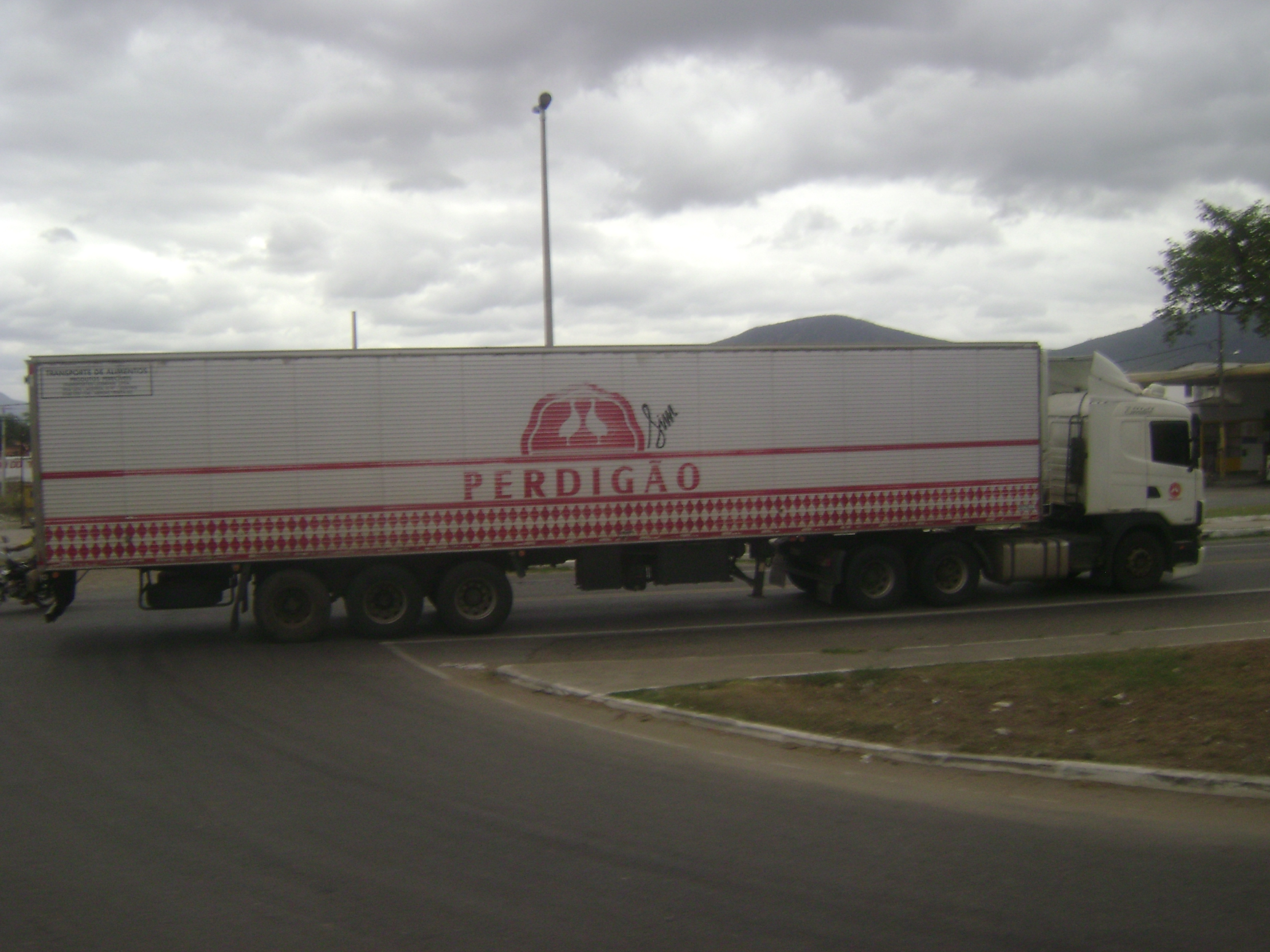
Ciężarówka firmy mięsnej w Brazylii. Ameryka Południowa wytwarza 20% światowej wołowiny i mięsa drobiowego.

Brazylia jest największym na świecie eksporterem mięsa kurczaka: 3,77 miliona ton w 2019 roku. Państwo to jest posiadaczem drugiego co do wielkości stada bydła na świecie, 22,2% światowego stada. Była drugim co do wielkości producentem wołowiny w 2019 r., Odpowiadając za 15,4% światowej produkcji. Była też na trzecim miejscu wśród światowych producentów mleka w 2018 roku. Wyprodukowała w tamtym roku 35.1 miliarda litrów. W 2019 roku Brazylia była czwartym co do wielkości producentem wieprzowiny na świecie, z prawie 4 milionami ton.
W 2018 r. Argentyna była czwartym co do wielkości producentem mięsa wołowego na świecie, z produkcją 3 mln ton (za Stanami Zjednoczonymi, Brazylią i Chinami). Urugwaj jest również głównym producentem mięsa. W 2018 roku wyprodukował 589 tys. ton wołowiny.
Pod względem produkcji mięsa kurczaka Argentyna plasuje się wśród 15 największych producentów na świecie, a Peru i Kolumbia wśród 20 największych producentów. W produkcji mięsa wołowego Kolumbia jest jednym z 20 największych producentów na świecie. Pod względem produkcji miodu Argentyna jest jednym z 5 największych producentów na świecie, a Brazylia – wśród 15 największych. Pod względem produkcji mleka krowiego Argentyna plasuje się wśród 20 największych producentów na świecie.

### Górnictwo
W sektorze wydobywczym Brazylia wyróżnia się wydobyciem rudy żelaza (gdzie jest eksporterem dla państw drugiego świata), miedzi, złota, boksytu (jednego z 5 największych producentów na świecie), manganu (jeden z 5 największych producentów na świecie), cyny (jeden z największych producentów na świecie), niobu (skupia 98% rezerw znane światu) i niklu. W odniesieniu do kamieni szlachetnych Brazylia jest największym na świecie producentem ametystu, topazu, agatu i jednym z głównych producentów turmaliny, szmaragdów, akwamaryny, granatu i opalu.
Chile dostarcza około jednej trzeciej światowej produkcji miedzi. W 2018 roku Peru było drugim co do wielkości producentem srebra i miedzi na świecie i szóstym co do wielkości producentem złota, oprócz tego, zajmuje trzecie miejsce na świecie w produkcji cynku i cyny i czwarte w produkcji ołowiu. Boliwia jest piątym co do wielkości producentem cyny, siódmym co do wielkości producentem srebra i ósmym co do wielkości producentem cynku na świecie.

### Przemysł

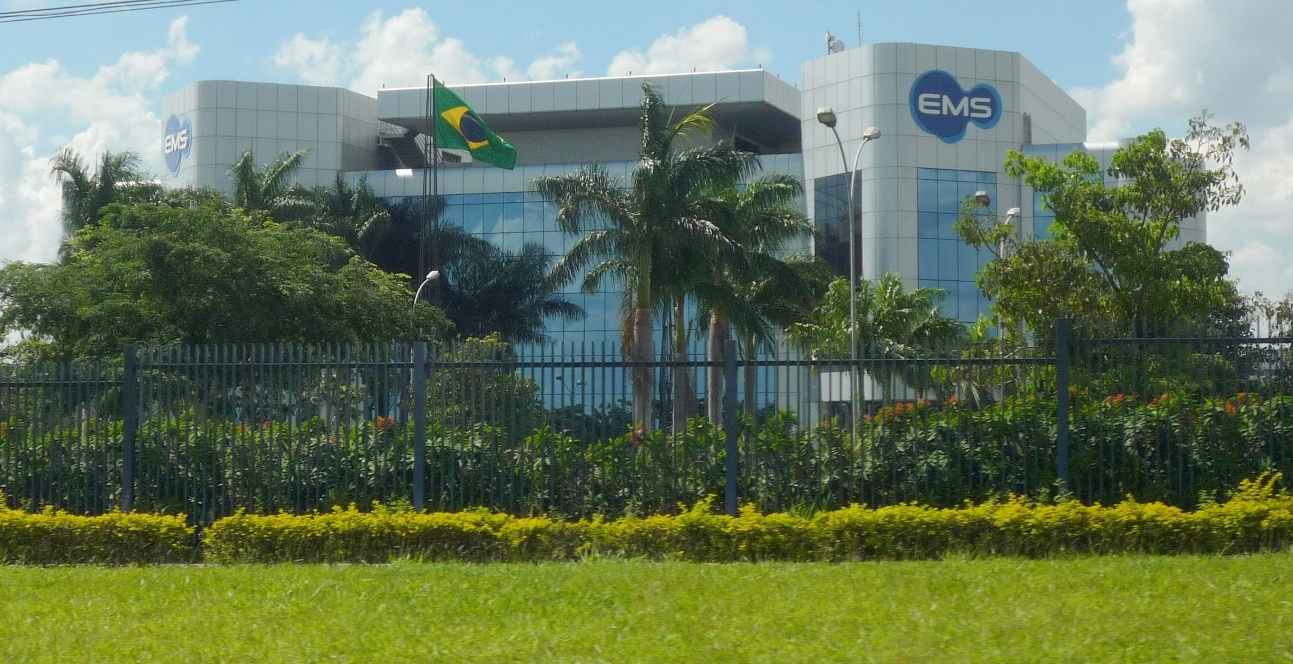
EMS, największy brazylijski przemysł farmaceutyczny

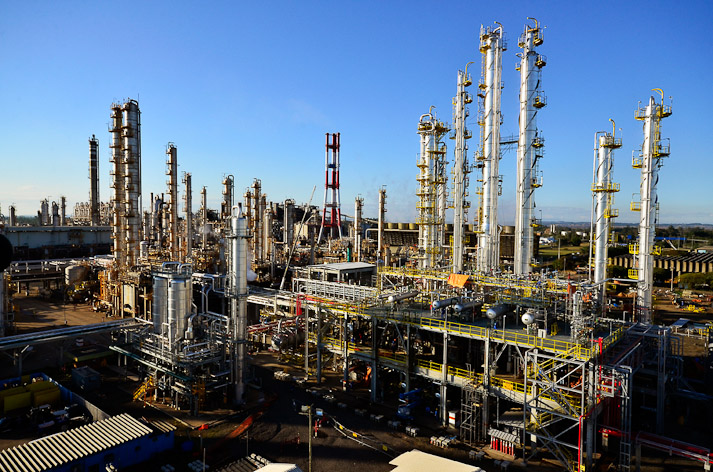
Braskem, największy brazylijski przemysł chemiczny

Bank Światowy corocznie wymienia główne kraje produkujące według całkowitej wartości produkcji. Według listy z 2019 r. Brazylia zajmuje miejsce trzynaste pod względem wartości produkcji na świecie (173,6 mld USD), Wenezuela trzydzieste (58,2 mld USD), Argentyna 31. miejsce (57,7 mld USD), Kolumbia 46. miejsce (35,4 mld USD), Peru 50. miejsce (28,7 mld USD) i Chile 51. miejsce (28,3 mld USD).
Sektor wtórny jest oparty na gałęziach przemysłu. Brazylia jest liderem przemysłowym w Ameryce Południowej. W przemyśle spożywczym w 2019 r. Brazylia była drugim co do wielkości eksporterem przetworzonej żywności na świecie. W 2016 roku kraj był drugim co do wielkości producentem celulozy na świecie i ósmym producentem papieru. W przemyśle obuwniczym w 2019 r. Brazylia zajęła 4. miejsce wśród światowych producentów. W 2019 roku kraj był ósmym producentem pojazdów i dziewiątym producentem stali na świecie. W 2018 r. przemysł chemiczny Brazylii zajmował 8. miejsce na świecie. Pod względem przemysłu tekstylnego Brazylia, chociaż należała do 5 największych światowych producentów w 2013 r., jest bardzo słabo zintegrowana z handlem światowym. W branży lotniczej Brazylia ma Embraer, trzeciego największego producenta samolotów na świecie, ustępując jedynie Boeingowi i Airbusowi.
Argentyna jest jednym z 30 największych na świecie producentów stali i pojazdów.

## Transport

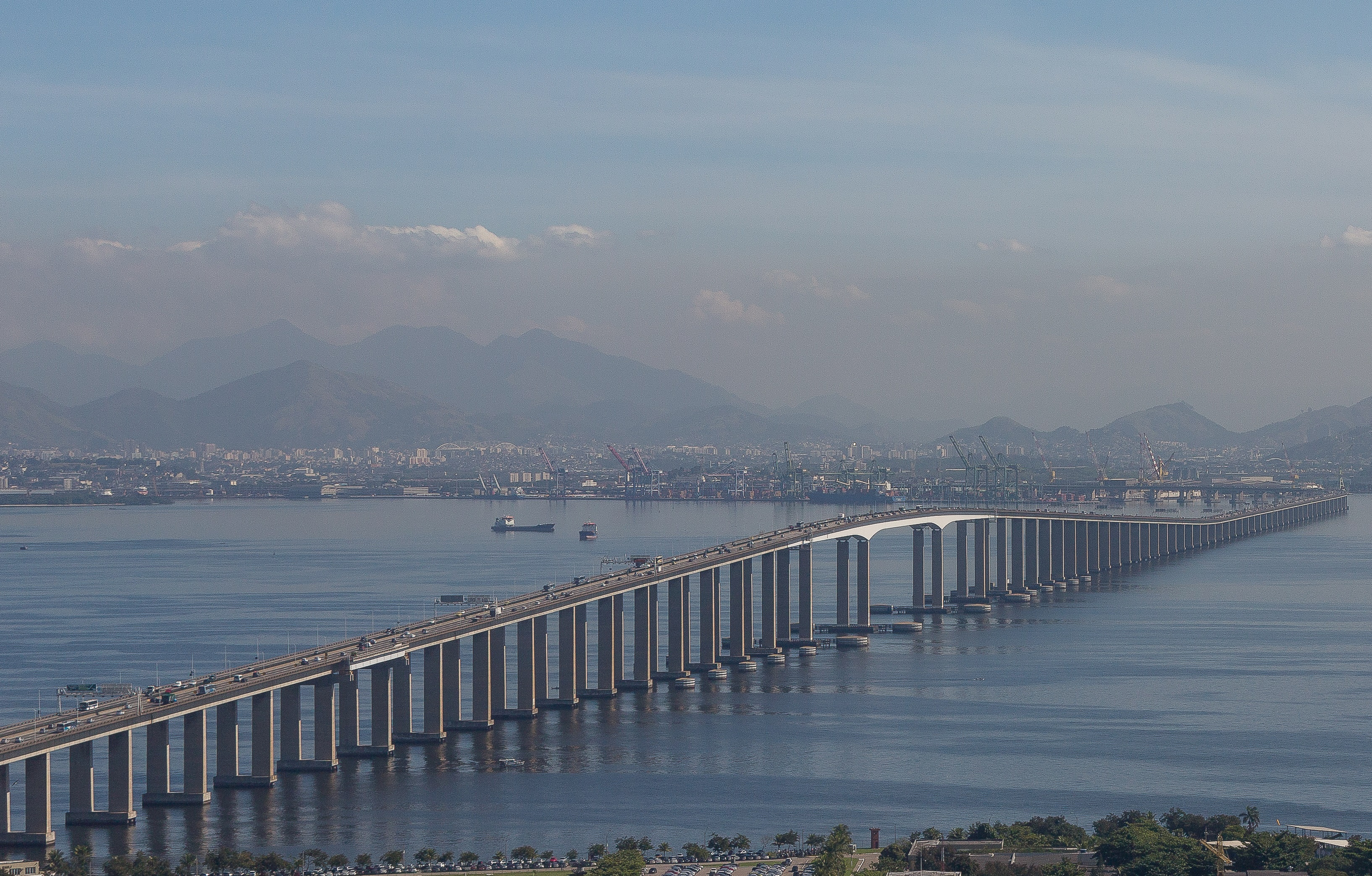
Most Rio-Niterói, Brazylia

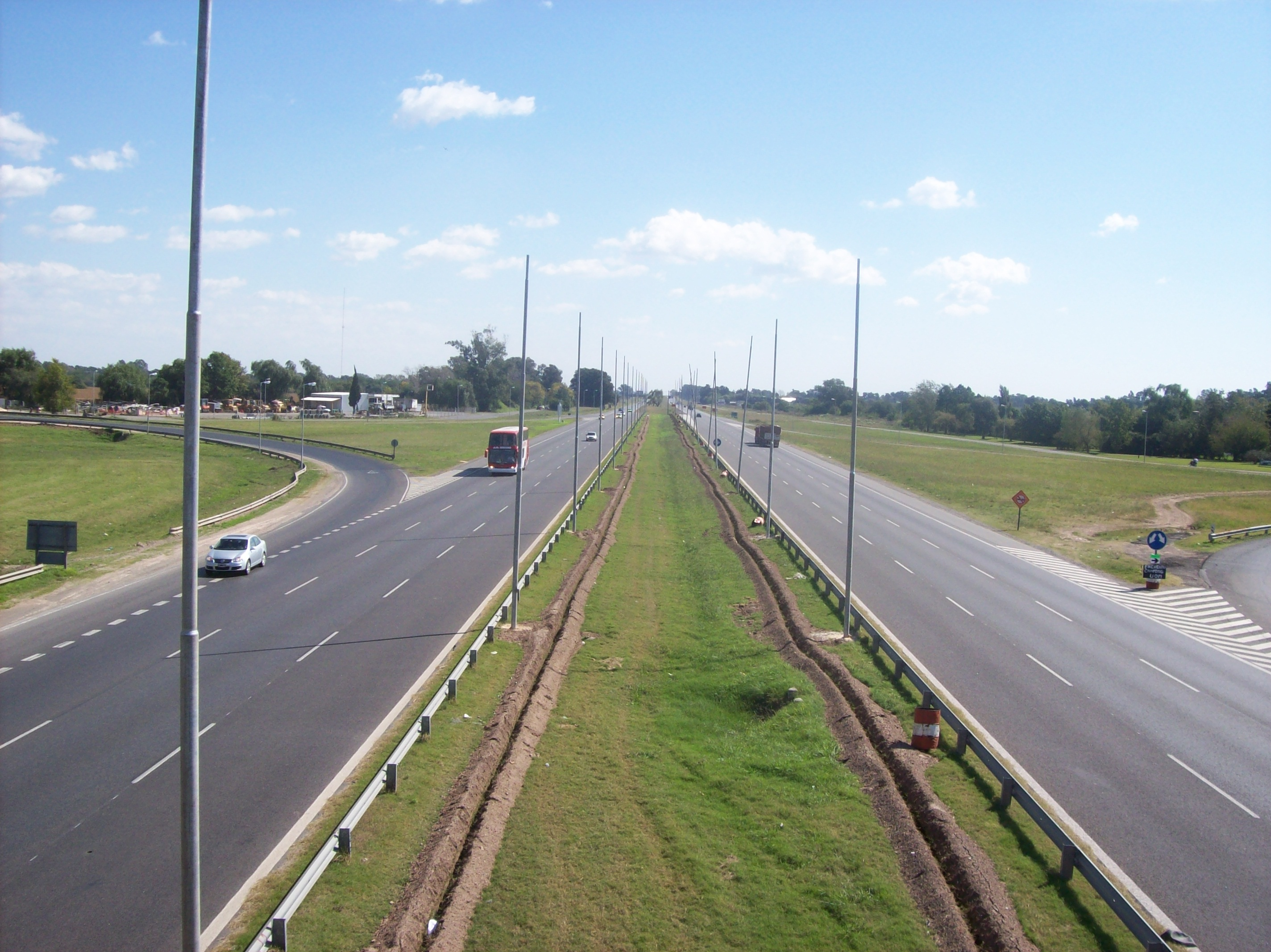
Ruta 9 / 14, w Zarate w Argentynie

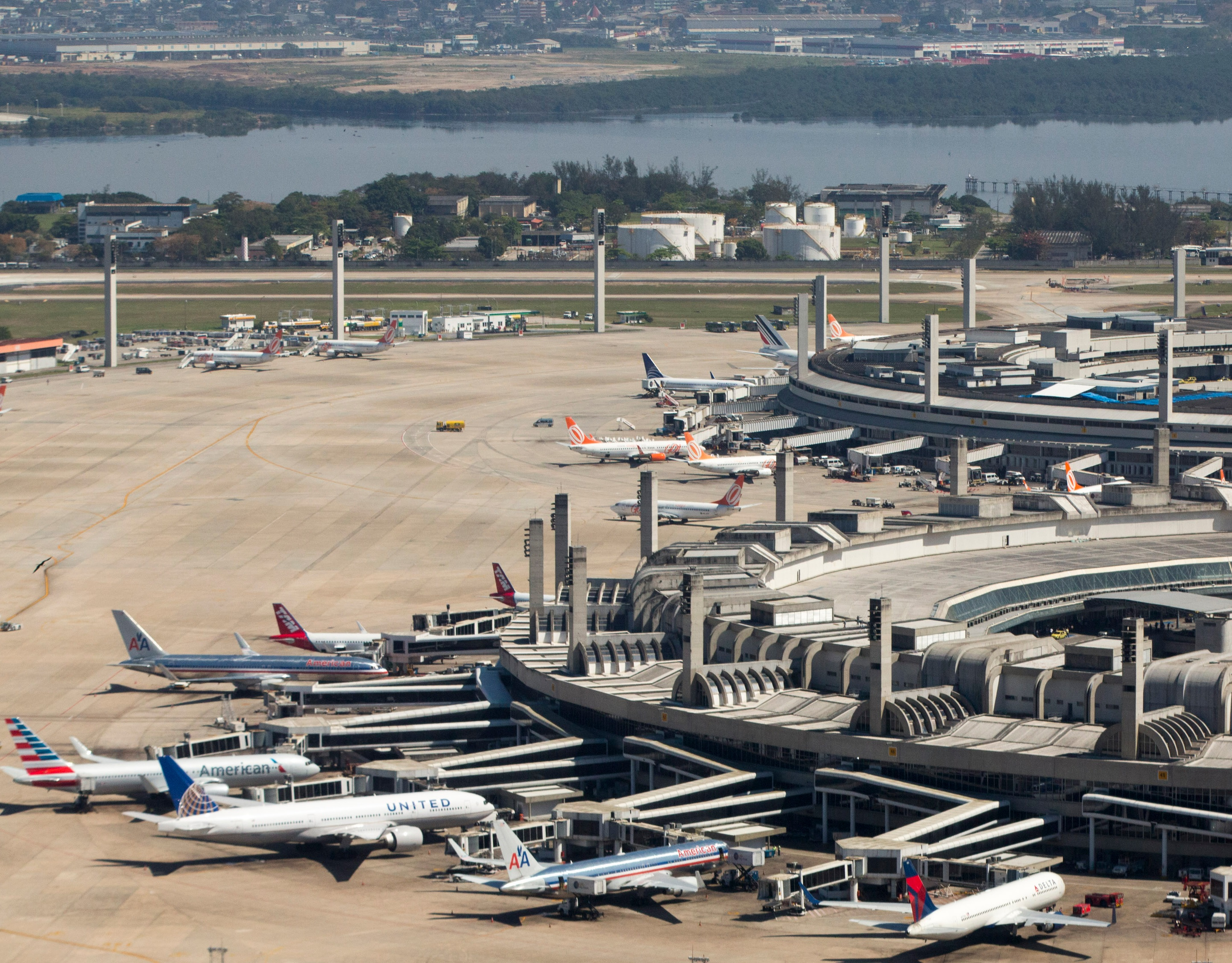
Międzynarodowe lotnisko w Rio de Janeiro

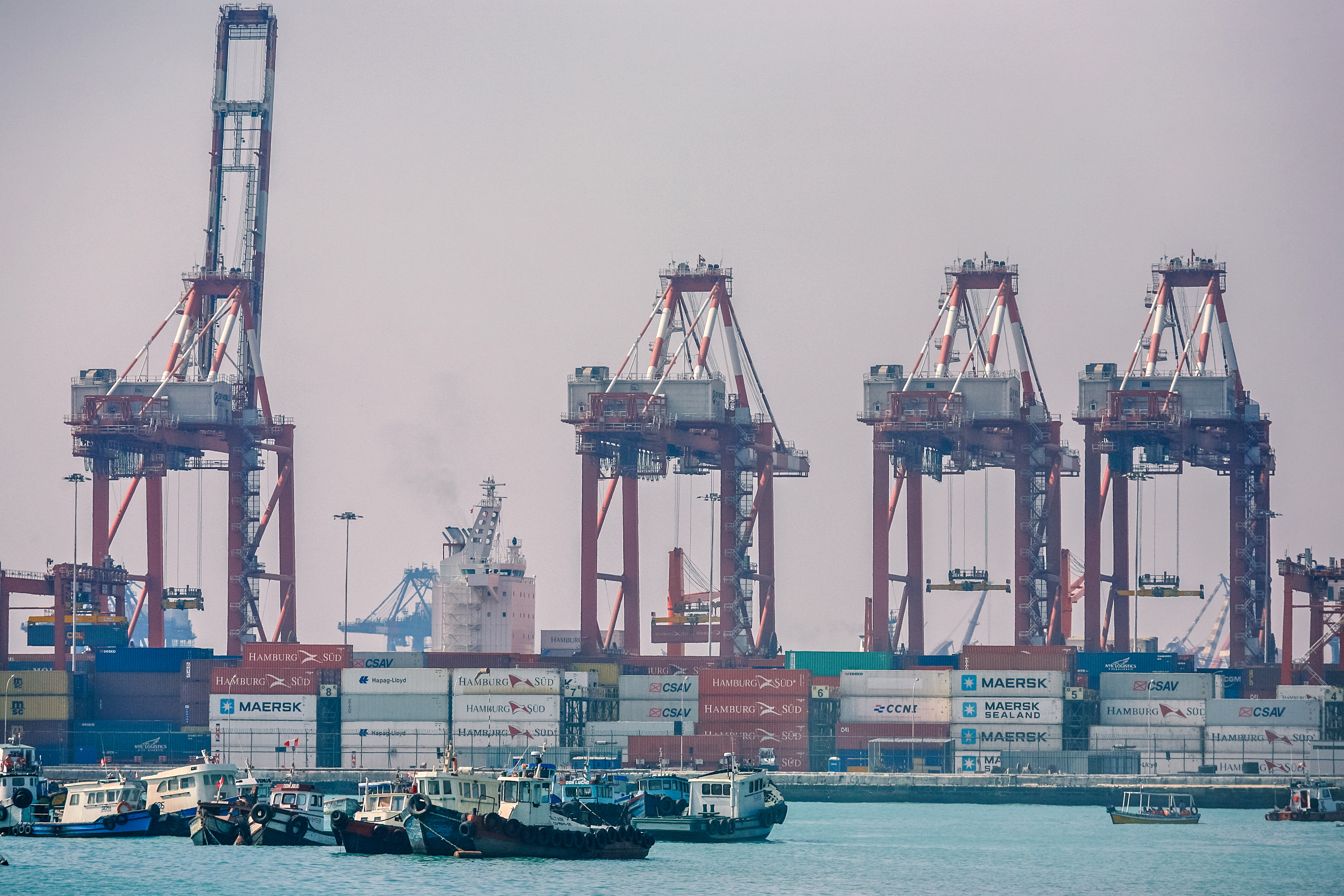
Port Callao koło Limy

Transport oparty jest w głównej mierze na transporcie drogowym, najbardziej rozwiniętym w regionie. Istnieje również rozwinięta infrastruktura portów morskich i lotnisk. Sektory kolejowy i rzeczny, chociaż mają potencjał, są zwykle traktowane w drugorzędny sposób.
Brazylia ma ponad 1,7 miliona km dróg, z czego 215 000 km to drogi utwardzone, a około 14 000 km to dzielone autostrady. Dwie najważniejsze autostrady w kraju to BR-101 i BR-116. Argentyna ma ponad 600 000 km dróg, z czego około 70 000 km to drogi utwardzone, a około 2500 km to autostrady. Trzy najważniejsze autostrady w kraju to Trasa 9, Trasa 7 i Trasa 14. Kolumbia ma około 210 000 km dróg, a około 2300 km to autostrady podzielone. Chile ma około 82 000 km dróg, z których 20 000 jest utwardzonych, a około 2000 km to autostrady. Najważniejszą autostradą w kraju jest Trasa 5 (Autostrada Panamerykańska). Te 4 kraje mają najlepszą infrastrukturę drogową i największą liczbę dwupasmowych autostrad.
Ze względu na Andy, Amazonkę i Amazonię, zawsze pojawiały się trudności we wdrażaniu transkontynentalnych lub bioceanicznych autostrad. Praktycznie jedyną istniejącą trasą była ta, która łączyła Brazylię z Buenos Aires w Argentynie, a później z Santiago w Chile. Jednak w ostatnich latach, dzięki połączonym wysiłkom państw, zaczęły pojawiać się nowe trasy, takie jak Brazylia-Peru (Autostrada Interoceaniczna) i nowa autostrada między Brazylią, Paragwajem, północną Argentyną i północnym Chile (Korytarz Bioceaniczny).
W Brazylii jest ponad 2000 lotnisk. Kraj ma drugą co do wielkości liczbę lotnisk na świecie, po Stanach Zjednoczonych. Port lotniczy São Paulo-Guarulhos, położony w regionie metropolitalnym São Paulo, jest największym i najbardziej ruchliwym w kraju – lotnisko łączy São Paulo z praktycznie wszystkimi głównymi miastami na całym świecie. Brazylia ma 44 międzynarodowe lotniska, takie jak Rio de Janeiro, Brasília, Belo Horizonte, Porto Alegre, Florianópolis, Cuiabá, Salvador, Recife, Fortaleza, Belém i Manaus. Argentyna ma ważne międzynarodowe lotniska, takie jak między innymi Buenos Aires, Cordoba, Bariloche, Mendoza, Salta, Puerto Iguazú, Neuquén i Usuhaia. Chile ma ważne międzynarodowe lotniska, takie jak między innymi Santiago, Antofagasta, Puerto Montt, Punta Arenas i Iquique. Kolumbia ma ważne międzynarodowe lotniska, takie jak między innymi Bogota, Medellín, Cartagena, Cali i Barranquilla. Peru ma ważne międzynarodowe lotniska, takie jak Lima, Cuzco i Arequipa. Inne ważne lotniska to stolice Urugwaju (Montevideo), Paragwaju (Asunción), Boliwii (La Paz) i Ekwadoru (Quito). 10 najbardziej ruchliwych lotnisk w Ameryce Południowej w 2017 roku to: São Paulo-Guarulhos (Brazylia), Bogota (Kolumbia), São Paulo-Congonhas (Brazylia), Santiago (Chile), Lima (Peru), Brasília (Brazylia), Rio de Janeiro (Brazylia), Buenos Aires-Aeroparque (Argentyna), Buenos Aires-Ezeiza (Argentyna) i Minas Gerais (Brazylia).
Brazylia posiada jedne z najbardziej ruchliwych portów morskich w Ameryce Południowej, takie jak Port Santos, Port Rio de Janeiro, Port Paranaguá, Port Itajaí, Port Rio Grande i Port São Francisco do Sul. Argentyna ma porty, takie jak Port of Buenos Aires i Port of Rosario. Chile ma ważne porty w Valparaíso, Calderze, Mejillones, Antofagasta, Iquique, Arica i Puerto Montt. Kolumbia ma ważne porty, takie jak Buenaventura i Puerto Bolivar. Peru ma ważne porty w Callao, Ilo i Matarani. 15 najbardziej ruchliwych portów w Ameryce Południowej to: Port of Santos (Brazylia), Port of Bahia de Cartagena (Kolumbia), Callao (Peru), Guayaquil (Ekwador), Buenos Aires (Argentyna), San Antonio (Chile), Buenaventura (Kolumbia), Itajaí (Brazylia), Valparaíso (Chile), Montevideo (Urugwaj), Paranaguá (Brazylia), Rio Grande (Brazylia), São Francisco do Sul (Brazylia), Manaus (Brazylia) i Coronel (Chile).
Brazylijska sieć kolejowa rozciąga się na około 30 000 kilometrów. Jest używana do transportu rud. Argentyńska sieć kolejowa, z 47 000 km torów, była jedną z największych na świecie i nadal jest najbardziej rozbudowana w Ameryce Łacińskiej. Miała około 100 000 km szyn, ale podnoszenie torów i nacisk na transport samochodowy stopniowo ją zmniejszały. Ma cztery różne szlaki i międzynarodowe połączenia z Paragwajem, Boliwią, Chile, Brazylią i Urugwajem. Chile ma prawie 7000 km linii kolejowych z połączeniami z Argentyną, Boliwią i Peru. Kolumbia ma tylko około 3500 km linii kolejowych.
Spośród głównych brazylijskich dróg wodnych wyróżniają się dwie: Droga wodna Tietê-Paraná (która ma długość 2400 km, 1600 km na rzece Paraná i 800 km na rzece Tietê, odprowadzająca produkcję rolną ze stanów Mato Grosso, Mato Grosso do Sul, Goiás i część Rondônia, Tocantins i Minas Gerais) i Droga wodna Solimões-Amazonas (składa się z dwóch odcinków: Solimões, rozciągającego się od Tabatinga do Manaus, o długości około 1600 km, i Amazonas, który rozciąga się od Manaus do Belém o długości 1650 km). Prawie cały transport pasażerski z równiny Amazonki odbywa się tą drogą wodną, oprócz praktycznie całego transportu towarowego, który jest kierowany do głównych ośrodków regionalnych Belém i Manaus. Najważniejsze z ekonomicznego punktu widzenia odcinki dróg wodnych znajdują się na południowym wschodzie i południu kraju. Jego pełne wykorzystanie nadal zależy od budowy śluz, poważnych prac pogłębiarskich, a przede wszystkim portów, które umożliwiają intermodalną integrację. W Argentynie sieć dróg wodnych składa się z rzek La Plata, Paraná, Paragwaj i Urugwaj. Główne porty rzeczne to Zárate i Campana. Port w Buenos Aires jest historycznie pierwszym pod względem indywidualnego znaczenia, ale obszar znany jako Up-River, który rozciąga się wzdłuż 67 km części Santa Fe na rzece Paraná, obejmuje 17 portów, które koncentrują 50% całkowitego eksportu państwa.

## Energia

### Brazylia

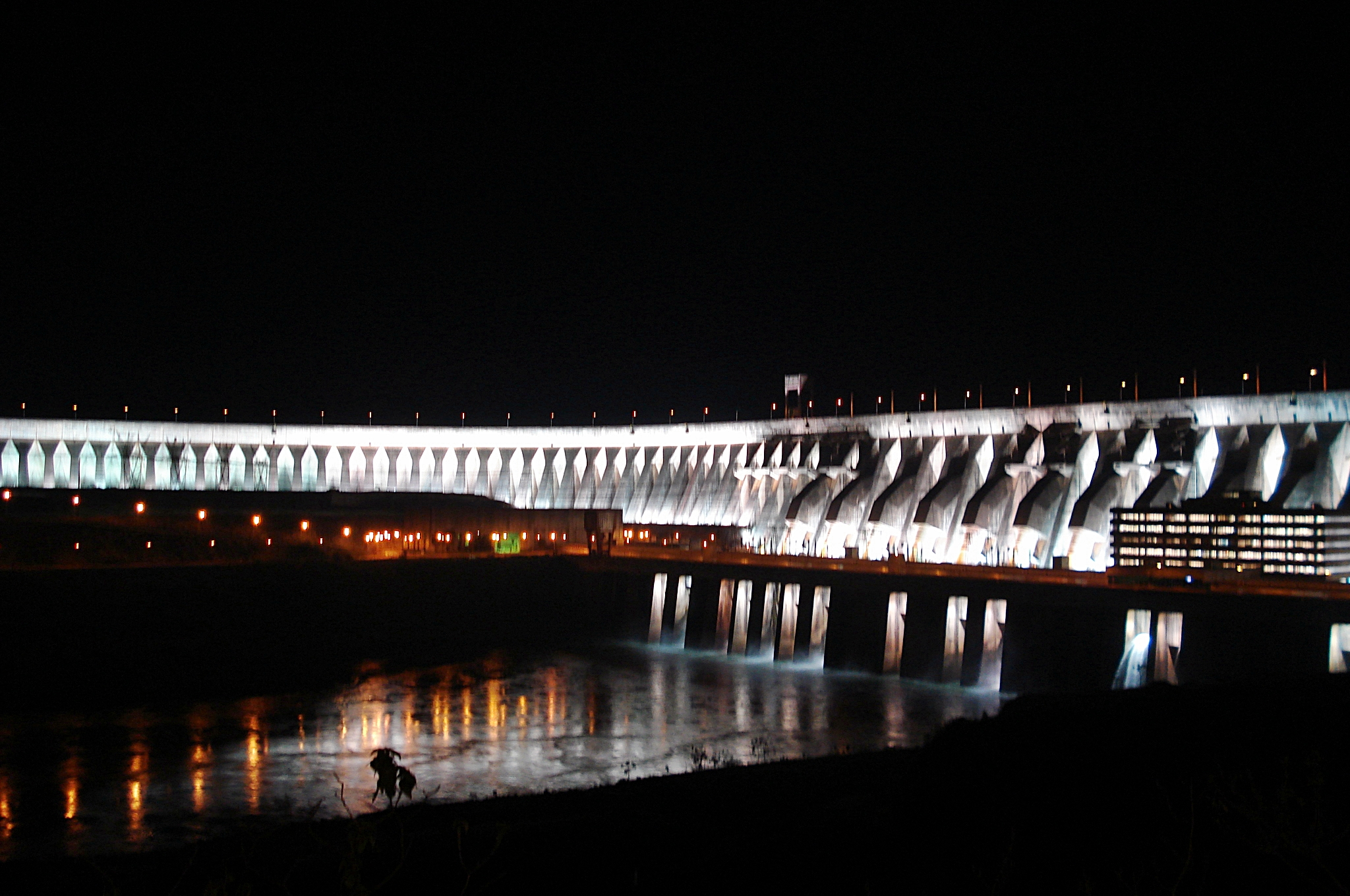
Zapora wodna Itaipu

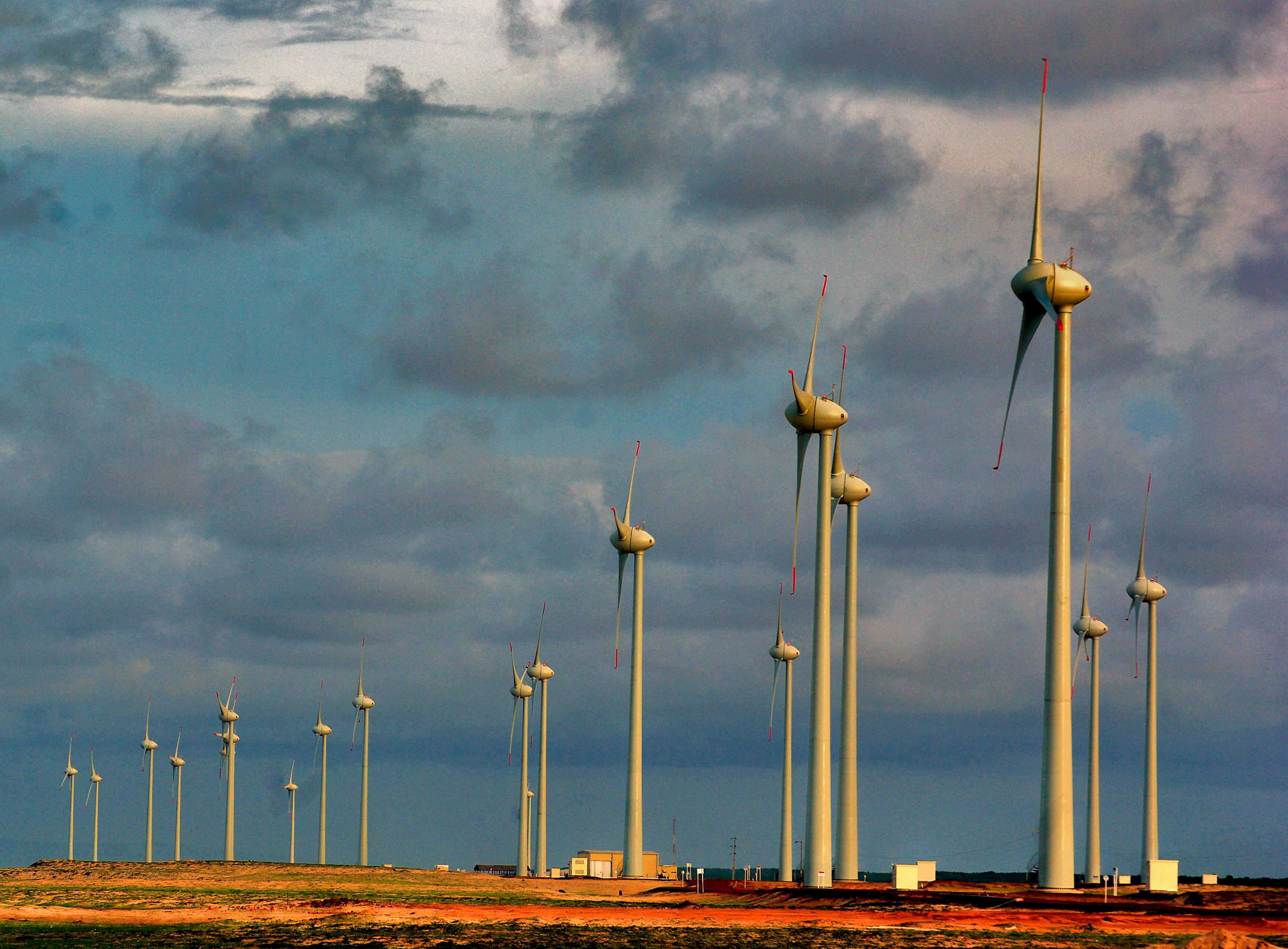
Energia wiatru w Parnaíba.

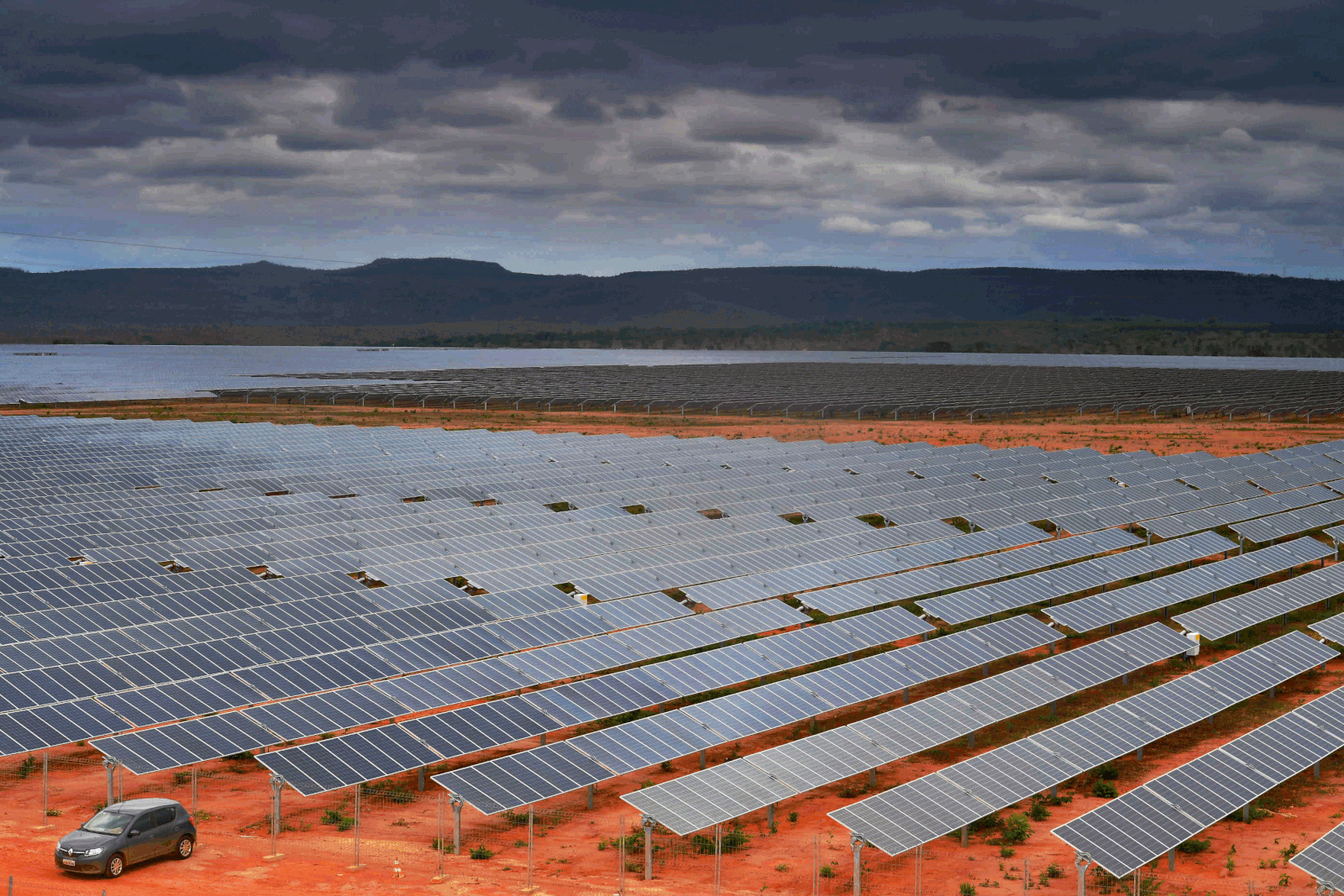
Kompleks solarny Pirapora, największy w Brazylii i Ameryce Łacińskiej o mocy 321 MW.

Przez dziesięciolecia rząd brazylijski podejmował ambitny program zmniejszenia zależności od importowanej ropy. Wcześniej import stanowił ponad 70% zapotrzebowania kraju na ropę, ale Brazylia stała się samowystarczalna w zakresie ropy w latach 2006–2007. Brazylia była dziesiątym co do wielkości producentem ropy naftowej na świecie w 2019 roku, z 2,8 mln baryłek dziennie. Produkcja zaspokaja zapotrzebowanie kraju. Na początku 2020 roku przy wydobyciu ropy i gazu ziemnego kraj po raz pierwszy przekroczył 4 mln baryłek ekwiwalentu ropy dziennie. W styczniu tego roku wydobywano dziennie 3,168 mln baryłek ropy oraz 138 753 mln m³ gazu ziemnego. W 2019 r. Rio de Janeiro było największym producentem ropy naftowej i gazu ziemnego w Brazylii, wytwarzając 71% całkowitego wolumenu. São Paulo zajmuje drugie miejsce z udziałem 11,5% w całkowitej produkcji.
Brazylia jest jednym z czołowych światowych producentów energii hydroelektrycznej. W 2019 roku Brazylia miała czynnych 217 hydroelektrowni o mocy zainstalowanej 98 581 MW, co stanowi 60,16% krajowej produkcji energii. W sumie produkcja energii elektrycznej w Brazylii osiągnęła w 2019 r. 170 000 megawatów mocy zainstalowanej, z czego ponad 75% pochodziło ze źródeł odnawialnych (w większości z hydroelektrowni).
W 2013 r. Region Południowo-Wschodni wykorzystywał około 50% obciążenia Krajowego Systemu Zintegrowanego (SIN), będącego głównym regionem zużywającym energię w kraju. Zainstalowana moc wytwórcza energii elektrycznej w regionie wyniosła prawie 42 500 MW, co stanowi około jednej trzeciej mocy wytwórczej Brazylii. Produkcja hydroenergetyczna stanowiła 58% mocy zainstalowanej w regionie, a pozostałe 42% zasadniczo odpowiadało wytwarzaniu energii cieplnej. São Paulo reprezentowało 40% tej zdolności; Minas Gerais o około 25%; Rio de Janeiro – 13,3%; a Espírito Santo reprezentował resztę. Region Południowy jest właścicielem zapory wodnej Itaipu, która przez kilka lat była największą elektrownią wodną na świecie, aż do inauguracji Tamy Trzech Przełomów w Chinach. Pozostaje drugą co do wielkości działającą elektrownią wodną na świecie. Brazylia jest współwłaścicielem zakładu Itaipú wraz z Paragwajem: tama znajduje się na rzece Paraná, położonej na granicy między krajami. Posiada zainstalowaną moc wytwórczą 14 GW dla 20 jednostek wytwórczych o mocy 700 MW każda. Region Północny posiada duże elektrownie wodne, takie jak Zapora Belo Monte i Zapora Tucuruí, które wytwarzają dużą część krajowej energii. Potencjał hydroenergetyczny Brazylii nie został jeszcze w pełni wykorzystany, więc kraj ten nadal ma możliwości budowy kilku elektrowni odnawialnych na swoim terytorium.
Potencjał brutto zasobów wiatrowych Brazylii oszacowano w 2019 r. na około 500 GW (tylko na lądzie), czyli tyle energii, aby zaspokoić trzykrotnie obecne zapotrzebowanie państwa. Według ONS, od września 2020 r. całkowita moc zainstalowana wyniosła 16,3 GW, przy średnim współczynniku mocy 58%. Chociaż średni światowy współczynnik zdolności wytwarzania energii wiatrowej wynosi 24,7%, istnieją obszary na północy Brazylii, szczególnie w stanie Bahia, gdzie niektóre farmy wiatrowe rejestrują średni współczynnik mocy wyższy niż 60%; średni współczynnik przepustowości w regionie północno-wschodnim wynosi 45% na wybrzeżu i 49% w głębi terytorium. W 2019 roku energia wiatrowa stanowiła 9% energii wytworzonej w państwie.
Według ONS, od września 2020 r. całkowita zainstalowana moc fotowoltaicznej energii słonecznej wynosiła 6,9 GW, przy średnim współczynniku mocy 23%. Niektóre z najbardziej napromieniowanych stanów brazylijskich to MG („Minas Gerais”), BA („Bahia”) i GO (Goiás), które w rzeczywistości mają światowe rekordy pod względem poziomu napromieniowania. W 2019 roku energia słoneczna stanowiła 1,27% energii wytworzonej w państwie.